# Посольство Південної Кореї в Україні
Посольство Республіки Корея в Україні — офіційне дипломатичне представництво Республіки Корея в Україні, відповідає за розвиток та підтримання відносин між Республікою Корея та Україною.

## Історія посольства
Після проголошення незалежності Україною 24 серпня 1991 року Південна Корея визнала Україну 30 грудня 1991 року. 10 лютого 1992 року між Україною та Південною Кореєю було встановлено дипломатичні відносини.

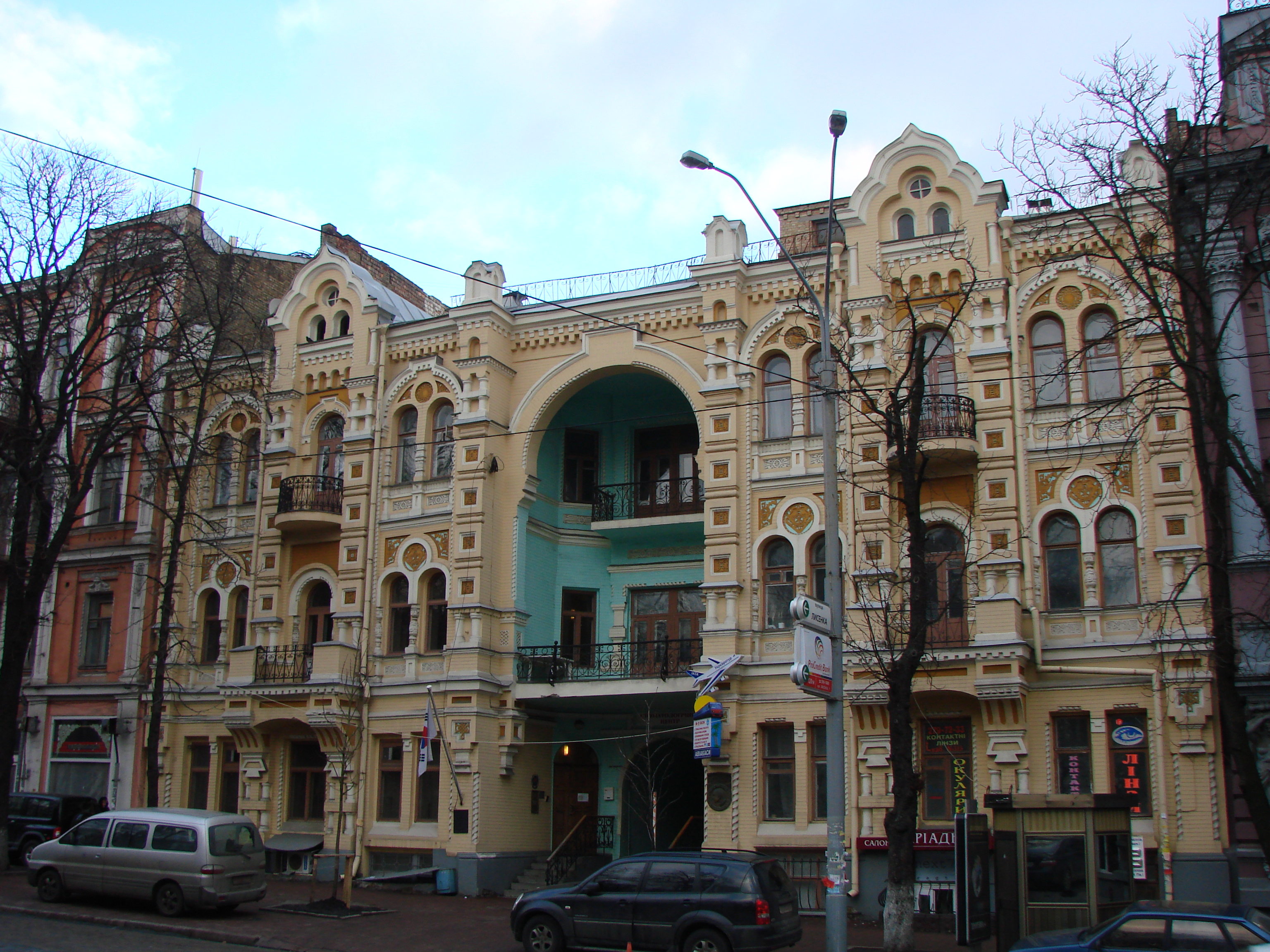
Попередня будівля посольства по вул. Володимирській, 43

Посольство працює в Києві. Лише в лютому 2022 року, у зв’язку з початком повномасштабного вторгнення, Посольство тимчасового перебазувалося до Чернівців на заході України, але вже в травні 2022 року повернулося до Києва.

## Консульський відділ
- Адреса: 01034, м. Київ, вул. Пушкінська, 11, 2 поверх, офіс 6

## Комерційний відділ
- Адреса: 01001, м. Київ, вул. Хрещатик, 19А, 4-й поверх

## Посли Південної Кореї в Україні
1. Ань Хен Вон (1993–1995)
2. Хан Чун Лі (1995–1998)
3. Канг Кин Тек (1998–2000)
4. Джанг Шин (2000–2003)
5. Лі Сонг Джу (2003–2006)
6. Хо Сун Чьол (2006–2008)
7. Пак Ро Бьок (2008–2011)
8. Кім Ин-Цжун (2011-2014)
9. Сол Кьон Хун (2014-2016)[2]
10. Лі Янг Гу (2016-2019)[3]
11. Квон Кі Чанг (2019-2021)
12. Кім Хьонг Те (2021-2025)
13. Пак Кічанг (2025-)